# Uładzimir Karyćka
Uładzimier Michajławicz Karyćka (biał. Уладзімір Міхайлавіч Карыцька, ros. Владимир Михайлович Корытько, Władimir Michajłowicz Koryt'ko; ur. 6 lipca 1979 w Mołodeczno, Białoruska SRR) – białoruski piłkarz, grający na pozycji pomocnika, reprezentant Białorusi.

## Kariera piłkarska

### Kariera klubowa
Karierę piłkarską rozpoczął w FK Mołodeczno. Potem występował w białoruskich zespołach takich jak: Tarpeda Mińsk i Sławija Mozyrz, słowackim MFK Ružomberok, rosyjskich Rostsielmasz, Saturn-REN TV Ramienskoje, Torpedo-Metałłurg Moskwa, Ałanija Władykaukaz i Terek Grozny oraz ukraińskich Metałurh Zaporoże, Czornomoreć Odessa i Metałurh Donieck. W styczniu 2010 podpisał dwuletni kontrakt z Szynnikiem Jarosław. Był z niego wypożyczany do Dinama Briańsk i Arsienału Tuła. W 2015 trafił do Dynamy Mińsk.

### Kariera reprezentacyjna
W reprezentacji Białorusi wystąpił 40 razy, strzelił 3 bramki.